# The Asian Awards
The Asian Awards es una ceremonia anual de premios para la comunidad asiática global que se realiza en Reino Unido; tiene 14 categorías que incluyen negocios, filantropía, entretenimiento, cultura y deporte. Los nominados son seleccionados por un panel de jueces independiente, copresidido inicialmente por Baroness Verma y Nat Wei, Baron Wei hasta 2014 y posteriormente por Karan Bilimoria, Baron Bilimoria.
En 2010 y 2011, los premios solo se entregaban a quienes hubieran nacido o el origen directo de su familia fuera de India, Sri Lanka, Pakistán o Bangladés. Desde 2013 se expandieron para incluir a todas las personas tanto del sur como del sur como del este de Asia.

## Categorías de premios
| - Premio a la trayectoria - Emprendedor del año - Líder empresarial del año - Servidor público del año - Emprendedor social del año - Filantropista del año - Premio del fundador (Introducido en 2011) - Premio al compañerismo (Introducido en 2011) - Premio a la elección del público - Premio a la estrella en ascenso (Introducido en 2017) | - Logro excepcional en el cine - Logro excepcional en el deporte - Logro excepcional en la música - Logro excepcional en la televisión - Logro excepcional en el Arte y el Diseño - Logro excepcional en la Ciencia y la Tecnología (Introducido en 2011) - Contribución excepcional a la sostenibilidad (Introducido en 2013) - Contribución excepcional a la comunidad (Introducido en 2016) - Logro excepcional en línea (Introducido en 2019) |